# Parque Nacional Sacromonte
O Parque Nacional Sacromonte é um parque nacional e área protegida localizada no Estado do México, no México. O parque foi criado em 1952 e tem aproximadamente 0,44 quilómetros quadrados.